# Ballonegelvis
De ballonegelvis of bruine egelvis (Diodon holocanthus) is een straalvinnige vissensoort uit de familie van de egelvissen (Diodontidae). De wetenschappelijke naam van de soort is gepubliceerd in 1758 door Linnaeus in de tiende editie van Systema naturae.

## Kenmerken
Deze 30 cm lange vis heeft een bruine rug en een gele buik met een stekelig pantser. Hij heeft krachtige kaken met vergroeide tanden en uitpuilende ogen. De stekels liggen normaal plat tegen het lichaam, maar bij gevaar kunnen ze worden opgezet. Dat doet de egelvis door snel water in te slikken, waarbij zijn lichaam opzwelt tot een gespannen bol met rechtopstaande stekels, dat uiteraard wel een belemmering vormen bij het zwemmen. Hij raakt ook weleens in netten verstrikt. Het vlees van de egelvis is giftig.

## Leefwijze
Het voedsel van deze vis bestaat in hoofdzaak uit schelpdieren en andere ongewervelden.

## Verspreiding en leefgebied
Deze soort komt wereldwijd voor in tropische en subtropische zeeën.

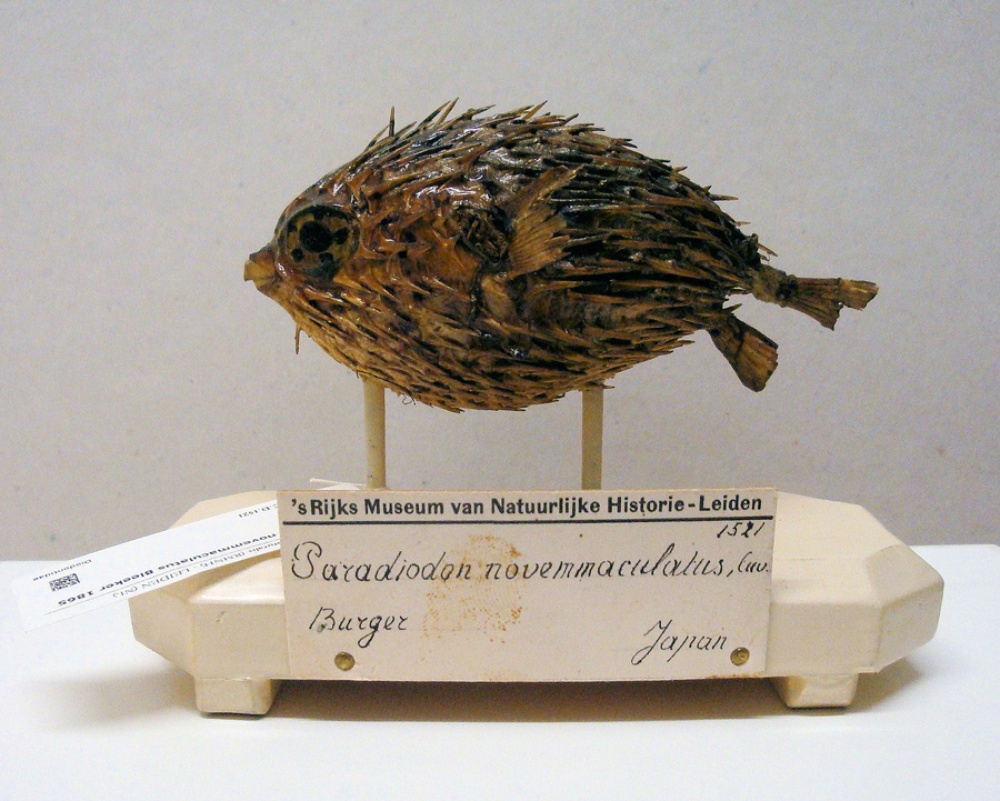
Museumexemplaar Naturalis